# 凱文·福斯特 (棒球)
凱文·福斯特（英語：Kevin Christopher Foster，1969年1月13日—2008年10月11日），非裔美國籍前美國職棒大聯盟右投手，主要擔任先發投手，投球和打擊的慣用手都是右手，身高6英尺1英寸（185公分），體重160磅（73公斤）。他曾經在大聯盟打了7個球季，總計出賽100場；從1993年至2001年（1999、2000年未在大聯盟出賽），分別效力於費城費城人、芝加哥小熊和德州遊騎兵隊。

## 業餘時代
福斯特出生於伊利諾州埃文斯頓，畢業於埃文斯顿鎮高中，也曾就讀基什沃基學院。

## 職業生涯

### 費城費城人
1987年美國職棒大聯盟選秀會，福斯特在第29輪被蒙特婁博覽會隊選中；隔年5月24日，他以內野手身分與博覽會隊簽下合約。1990年球季，福斯特棄打從投，轉往投手發展。1992年11月20日，博覽會隊將他和投手戴夫·溫豪斯交易到西雅圖水手隊，換取內野手法蘭克·柏力克和日後指定球員。1993年6月12日，水手隊再將福斯特交易到費城費城人隊，以換取投手鮑勃·艾侯。
1993年9月12日，24歲的福斯特首度升上大聯盟；後援上場面對休士頓太空人隊，主投2又2/3局失掉3分，無關勝敗。他在新人球季出賽2場，繳出0勝1敗、防禦率14.85的成績。1994年4月12日，費城人隊將福斯特交易到芝加哥小熊隊，以換取投手尚恩·博斯基。

### 芝加哥小熊
交易後，開啟福斯特職業生涯的全盛時期；大聯盟總計出賽100場，有89場穿著小熊隊球衣，其中包含82場先發，獲得32場勝投。1995年，他整季出賽30場，繳出12勝11敗、防禦率4.51、三振146次的成績；勝投、三振數都是生涯最高，並被轟出全大聯盟最多的32支全壘打。
1997年球季，小熊隊自開季起連敗14場；直到4月20日，福斯特才拿下球隊首勝。這場比賽在客場面對紐約大都會隊，他主投6又1/3局僅失掉1分，被打出4支安打，投出4次三振和2次四壞球保送，幫助小熊隊以4比3止敗。1997年6月16日，國家聯盟的小熊隊迎來本季首場跨聯盟比賽，客場科米斯基公園對戰美國聯盟的芝加哥白襪隊；福斯特銜命先發，主投6局失掉3分，被打出7支安打，投出3次三振和3次四壞球保送，幫助小熊隊以8比3在風城大戰3連戰中先下一城。諷刺的是，隔年的同一天，正是他待在小熊隊的最後一場比賽；因為手臂受傷未能上場，在球季結束後成為自由球員。

### 德州遊騎兵
2000年12月13日，福斯特與德州遊騎兵隊簽約。2001年球季，他在遊騎兵隊出賽9場，繳出0勝1敗、防禦率6.62的成績；8月21日，最後一次在大聯盟上場面對紐約洋基隊，後援1局無失分，無關勝敗。2001年8月27日，福斯特遭到遊騎兵隊釋出。
福斯特的大聯盟生涯在509又2/3局的投球中，取得32勝30敗、防禦率4.86的成績，其中包含2場完投，被打出500支安打，投出417次三振和220次四壞球保送。2003年至2004年球季，他曾效力於美國独立棒球联盟北方聯盟的聖保羅聖徒隊。

## 個人生活
2008年10月11日，福斯特因腎癌逝世於奧克拉荷馬州奧克拉荷馬市，享年39歲。過世前從事卡車司機的工作，育有4個小孩，離婚後又再訂婚。

## 職棒生涯成績
| 年度 | 球隊 | 勝場 | 敗場 | 防禦率 | 場次 | 先發 | 完投 | 完封 | 中繼 | 救援 | 局數  | 被安打 | 被全壘打 | 四壞 | 奪三振 | WHIP |
| 1993 | PHI  | 0    | 1    | 14.85  | 2    | 1    | 0    | 0    | 0    | 0    | 6.2   | 13     | 3        | 7    | 6      | 3.00 |
| 1994 | CHC  | 3    | 4    | 2.89   | 13   | 13   | 0    | 0    | 0    | 0    | 81.0  | 70     | 7        | 35   | 75     | 1.30 |
| 1995 | CHC  | 12   | 11   | 4.51   | 30   | 28   | 0    | 0    | 0    | 0    | 167.2 | 149    | 32       | 65   | 146    | 1.28 |
| 1996 | CHC  | 7    | 6    | 6.21   | 17   | 16   | 1    | 0    | 0    | 0    | 87.0  | 98     | 16       | 35   | 53     | 1.53 |
| 1997 | CHC  | 10   | 7    | 4.61   | 26   | 25   | 1    | 0    | 0    | 0    | 146.1 | 141    | 27       | 66   | 118    | 1.41 |
| 1998 | CHC  | 0    | 0    | 16.20  | 3    | 0    | 0    | 0    | 0    | 0    | 3.1   | 8      | 1        | 2    | 3      | 3.00 |
| 2001 | TEX  | 0    | 1    | 6.62   | 9    | 0    | 0    | 0    | 0    | 0    | 17.2  | 21     | 2        | 10   | 16     | 1.75 |
| 7年  | 7年  | 32   | 30   | 4.86   | 100  | 83   | 2    | 0    | 0    | 0    | 509.2 | 500    | 88       | 220  | 417    | 1.41 |

## 外部連結
- 球員資訊和成績在MLB ，ESPN ，Retrosheet ，Baseball Reference ，Baseball Reference (Minors) ，Fangraphs ，The Baseball Cube （英文）
- 在Find a Grave上的凱文·福斯特 (棒球)